# Rauherbeng
Il Rauher Berg con 2.094 m s.l.m. è una montagna della Catena del Reticone nelle Alpi Retiche occidentali. Si trova lungo il confine tra Austria e Liechtenstein.